# Mk 115 (РЛС)
Mk 115 — РЛС непрерывного излучения производства компании «Хьюз», применялась как радар подсветки цели для зенитных ракет  «Си Спарроу». Наведение радара на цель осуществлялось вручную оператором. В дальнейшем была заменена РЛС с автоматическим сопровождением цели Mk 95.

## Фото

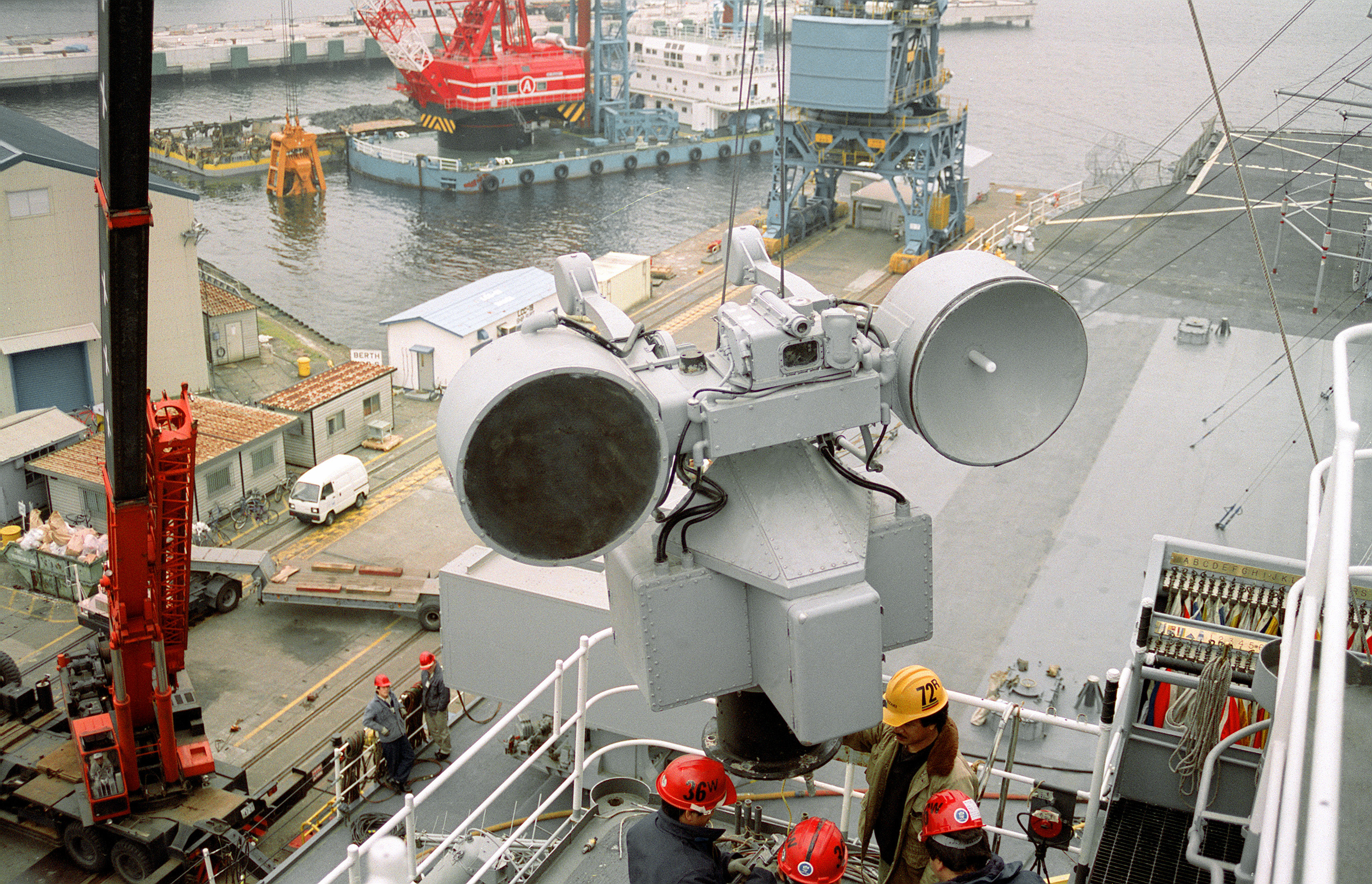
Демонтаж Mk 115 с корабля управления LCC-19 «Блю Ридж»